# Chlorissa dialeuca
Chlorissa dialeuca là một loài bướm đêm trong họ Geometridae.